# ペトル・ヤクル
ペトル・ヤクル（チェコ語: Petr Jákl、1973年9月14日 - ）は、チェコスロバキアのプラハ出身の柔道家、俳優、スタントマン。彼の父親、ペトル・ヤクル・シニアもテレビ出演の経歴を持っている。2000年にはシドニーオリンピックの柔道男子100キロ超級に、チェコ代表として出場している。1回戦はルーマニアのガブリエル・ムンテアヌに勝利したものの、2回戦でブラジルのダニエル・ヘルナンデスに敗れた。

## 戦績
- 1995年ヨーロッパ柔道選手権大会95キロ級、7位
- 1998年ヨーロッパ柔道選手権大会100キロ級、5位
- 2000年ヨーロッパ柔道選手権大会100キロ超級、7位

## 出演作
- 9デイズ Bad Company  (2002年)
- トリプルX xXx (2002年)
- Men Of Action (2003年)
- Krysar  (2003年)
- ユーロトリップ EuroTrip (2004年)
- エイリアンVSプレデター Alien vs. Predator  (2004年)
- Born Into Shit (2005年)
- プテラノドン Pterodactyl  (2005年)